# Гино, Бернар
Бернар Гино (фр. Bernard René Guinot; 8 сентября 1925, Ливаро-Пеи-д’Ож, Кальвадос, Франция — март 2017 или 6 марта 2017, Мелён, Сена и Марна, Франция) — французский астроном.

## Биография
В 1945—1952 гг. служил во французском торговом флоте, одновременно учился в Парижском университете, который окончил в 1952 г. В 1952—1964 гг. был сотрудником Парижской обсерватории, в 1964 г. сменил Н. М. Стойко на посту руководителя Международного бюро времени (МБВ). В 1976—1979 гг. — директор французской Главной лаборатории времени и частоты, с 1979 г. осуществлял научное руководство Исследовательской группой космической геодезии.
Основные труды посвящены изучению вращения Земли, методам построения координатных систем (для Земли и космического пространства), астрономическим постоянным, шкалам времени. В Парижской обсерватории совместно с А. Данжоном занимался главным образом всесторонней разработкой метода равных высот. Показал, что этим методом при использовании астролябии Данжона можно определять положения звезд с высокой точностью. Был инициатором международного сотрудничества по улучшению фундаментальных каталогов. Усовершенствовал атомную шкалу времени МБВ и расширил сферу её применения. В 1971 система Международного атомного времени МБВ была официально признана XIV Генеральной конференцией мер и весов. Гино сыграл также важную роль в разработке и внедрении Координированного всемирного времени (UTC). Развил методы определения координат полюса и неравномерности вращения Земли; в частности, разработал статистический метод, позволяющий быстро получать глобальные значения этих параметров по данным астрономических наблюдений. Участвовал в постановке ряда космических экспериментов (определение положения полюса с помощью доплеровских измерений, лазерная локация Луны). Ряд работ посвящён определению лучевых скоростей Венеры и Меркурия, изучению движений в атмосфере Венеры спектроскопическими методами.
Являлся президентом Комиссии N 19 «Вращение Земли» Международного астрономического союза (1961—1967), президентом Федерации астрономических и геодезических служб (1970—1973), членом Бюро долгот в Париже — его президент в 1984—1985 гг.